# Тілло Олександр Олександрович
Олекса́ндр Олекса́ндрович Тілло (*11 липня 1870 — †8 січня 1938) — український військовий, полковник, спортсмен часів Російської імперії. Учасник Літніх Олімпійських ігор 1912 в Стокгольмі. Жертва сталінського терору.

## Біографія
Народився в Києві 11 липня 1870 року. 
Навчався в Миколаївському кадетському корпусі. 
На службу вступив 1 вересня 1890 року.
Закінчив Павловське військове училище. 
Із серпня 1891 року — поручник. Із серпня 1900 — штабс-капітан. Із серпня 1905 — капітан. 
В складі спортивної делегації Російської імперії брав участь в Олімпійських іграх 1912 року у Стокгольмі. Змагався в індивідуальному турнірі з довільної гвинтівки з трьох позицій: 300 м — 64 результат; довільна гвинтівка 600 м — 62 результат; військова гвинтівка з трьох позицій, 300 м — 51 результат. В командних змаганнях (Men's Free Rifle, Three Positions, 300 metres, Team) зайняв 7 місце. 
У грудні 1913 року отримав звання полковника. 
Учасник Першої світової війни. З 1 серпня 1916 року — полковник в 5-му гренадерському Київському полку. 
Після Жовтневого перевороту залишився в СРСР. 
У 1937 році — безпартійний, інструктор ТСОАВІАХІМу Жовтневого району Ленінграда.
Заарештований органами НКВС 8 жовтня 1937 року. 4 січня 1938 року засуджений комісією НКВС і Прокуратури СРСР (за статтею 58-6-8-11 Кримінального кодексу РРФСР) до Вищої міри покарання.
Розстріляний в Ленінграді 8 січня 1938 року.

## Нагороди
- орден Святого Станіслава 3-го ступеня (1906);
- орден Святої Анни 3-го ступеня (1911);
- орден Святого Станіслава 2-го ступеня (січень 1915);
- орден Святої Анни 2-го ступеня з мечами (10 січня 1915);
- орден Святого Володимира 4-го ступеня з мечами і бантом (8 листопада 1916).